# آنت مساجر
آنت مساجر (فرانسوی: Annette Messager‎؛ زادهٔ ۳۰ نوامبر ۱۹۴۳) نقاش، عکاس، و مجسمه‌ساز اهل فرانسه است.
او در سال ۲۰۰۵، برنده جایزه شیر طلایی در جشنواره دوسالانه ونیز شد.
وی همچنین برندهٔ جوایزی همچون لژیون دونور (فرمانده)، لژیون دونور (افسر)، و پرمیوم ایمپریاله شده‌است.